# Pechincha (bairro)
Pechincha é um bairro da Zona Oeste do município do Rio de Janeiro, conhecido por abrigar o Retiro dos Artistas.
Faz limite com os bairros Freguesia, Cidade de Deus, Taquara e Tanque.
Seu IDH, no ano 2000, era de 0,900, o 29º melhor do município do Rio de Janeiro.

## História
A denominação do bairro é uma referência ao comerciante José “Pechincha”, que possuía um armazém de secos e molhados.

## Características
Possui ligação com a Freguesia e o Tanque, através da Avenida Geremário Dantas. É basicamente um bairro residencial.
Muito conhecido por abrigar o Retiro dos Artistas, na rua de mesmo nome. O nome do bairro é devido a um mercado, que existia no local e vendia produtos com preços mais baixos que os estabelecimentos comerciais dos bairros vizinhos de Freguesia e Taquara, principais polos de comércio de Jacarepaguá até hoje.
Faz parte da região administrativa de Jacarepaguá, da qual também fazem parte:
- Anil
- Cidade de Deus
- Curicica
- Freguesia
- Gardênia Azul
- Jacarepaguá
- Praça Seca
- Tanque
- Taquara
- Vila Valqueire

Predefinição:Jacarepaguá

## Educação
Colégios: Colégio Cruzeiro, Escola Nossa Senhora Rainha dos Corações, Colégio CEOM, Escola Municipal Virgílio Várzea, Escola Arvoredo, Colégio Franciscano Santo Antônio, Colégio Interativo, Escola Dorcelina Gomes Da Costa, Jardim Escola Aladdin, Creche Escola Bibelan, Cedip - Centro Educacional Dias Pereira, Creche Escola Geração I, Creche Escola Monteiro Esteves etc.